# Artpop (canção)
"Artpop" (estilizada como "'ARTPOP") é uma canção da artista musical estadunidense Lady Gaga, contida em seu terceiro álbum de estúdio de mesmo nome (2013). Foi composta e produzida pela própria com o auxílio de Paul "DJ White Shadow" Blair, Nick Monson e Dino Zisis. Foi a primeira faixa a ser desenvolvida para o disco e fez com que os compositores buscassem outras vias de produção musical. Descrita pela cantora como a espinha dorsal do trabalho, Gaga não queria experimentar muitos artifícios com a produção da obra, já que acreditava que ela teria um aspecto infinito. Musicalmente derivada do techno, "Artpop" apresenta instrumentação de piano e guitarras, e possui sons musicais computadorizados que intercalam-se nos instrumentos. Seu conteúdo lírico tem sido interpretado em diferentes maneiras, como uma relação amorosa, a ligação da intérprete com seus fãs, a fusão entre a arte e o pop, bem como o uso de tais elementos para retratar o valor da marca de Gaga e gerar mais interesse nela.
"Artpop" recebeu análises geralmente mistas da mídia especializada. Embora tenham prezado sua composição lenta em comparação às outras faixas do disco, resenhadores criticaram suas letras e sua produção datada. Devido ao forte número de downloads digitais após o lançamento do álbum, a canção conseguiu registrar entrada nas tabelas francesas e sul-coreanas. A obra foi usada em um vídeo feito para promover o lançamento do projeto, o qual apresentou Gaga em diversos trajes bizarros e uma montagem de diferentes materiais promocionais. A artista apresentou "Artpop" durante a sua performance no iTunes Festival de 2013 — no qual ela também estreou outras músicas do disco — e, posteriormente, interpretou-a na ArtRave, festa feita para divulgar o lançamento de Artpop, no especial televisivo transmitido pela American Broadcasting Company (ABC) Lady Gaga and the Muppets' Holiday Spectacular e no programa The Tonight Show with Jimmy Fallon.

## Antecedentes
Gaga começou a desenvolver seu terceiro álbum de estúdio Artpop (2013) durante a divulgação de seu disco anterior, Born This Way (2011) e, no ano seguinte, os conceitos do álbum "começaram a florescer", conforme ela colaborava com os produtores Fernando Garibay e DJ White Shadow. Entretanto, na última etapa norte-americana da turnê Born This Way Ball Tour (2012-13), a cantora teve de passar por uma cirurgia no quadril, o que fez com que ela passasse por um hiato de seis meses, e isso se tornou uma espécie de "reabilitação" das inspirações por trás do álbum. De acordo com White Shadow, a faixa-título foi uma das primeiras canções escritas para o material, o que criou sua espinha dorsal. Chamando-a de o "momento decisivo" da criação de Artpop, o produtor explicou que a obra fez com que ele explorasse outros caminhos em termos de aspirações musicais. A artista definiu a obra como a "canção do cisne". Em uma entrevista à rádio Sirius XM Radio, Gaga explicou:
| “ | 'Artpop' é realmente um inferno e é a única canção do disco que eu realmente não quero [que vá a] lugar algum ou exploda orgasmo. Porque isso seria exatamente como compor algo que seria como qualquer outro tipo de orgasmo que que eu já tive. E porque é realmente o centro do disco, eu realmente queria que houvesse um tom mais infinito, a este conceito de Arte+Pop, que podemos colocar a arte na frente e não ter mais o mundo corporativo controlando a arte. Como artistas, podemos voltar com as nossas ideias e as nossas visões para ser a coisa mais importante. Essa coisa é conduzir cultura, conduzir dessas corporações. Eu não queria que ['Artpop'] crescesse muito, eu queria que isso hipnotizasse as pessoas e se tornasse como um mantra. | ” |

## Lançamento
Em 11 novembro de 2013, um trailer de "Artpop" foi lançado, como parte do lançamento de trechos de canções do disco até suas versões finais. Intitulado An Artpop Film Starring Lady Gaga, o curta-metragem NSFW completo da faixa foi lançado em 20 de novembro seguinte, como parte da divulgação do álbum. Filmada pelos fotógrafos de moda holandeses Inez van Lamsweerde e Vinoodh Matadin — que já haviam colaborado com Gaga no vídeo musical de "Applause" —, a produção consistiu do material que a intérprete criou com ambos durante a principal divulgação de Artpop. O vídeo se inicia com Gaga, nua, proferindo um monólogo: "Este álbum é uma celebração. Minha dor explodido na música eletrônica. É pesado, mas depois que eu ouvi-o, me senti feliz novamente. Eu me sinto mais leve". Depois, são exibidas cenas promocionais em preto-e-branco, providas da campanha promocional de Artpop, incluindo partes do vídeo musical de "Applause", fotos da cantora nua em uma edição da revista V e a capa do single promocional "Dope". Gaga apresenta diversas emoções ao longo da gravação, chegando a acariciar um manequim e aplicando sujeira em seu corpo, mas simplesmente olha para a câmera na maior parte do vídeo. Zayda Rivera, do New York Daily News, expressou sua dificuldade em entender o curta-metragem, mas acrescentou que "o cenário musical hipnótico de seu single 'Artpop' combina perfeitamente a arte, [as coisas] desconcertante[s] e até mesmo imagens perturbadoras que percorrem a edição rápida e lenta". Gaga admitiu que ela precisou de 12 horas para fazer a produção.

## Créditos
Lista-se abaixo os profissionais envolvidos na elaboração de "Artpop", de acordo com o encarte do álbum Artpop:
Gestão
- Gravada nos Record Plant Studios, Hollywood, Califórnia
- Stefani Germanotta P/K/A Lady Gaga (BMI) Sony ATV Songs LLC/House of Gaga Publishing, LLC/GloJoe Music Inc. (BMI), Maxwell and Carter Publishing, LLC (ASCAP), administrados pela Universal Music Publishing Group e Maxwell and Carter Publishing, LLC (BMI) administrados pela Universal Music Publishing Group

Equipe
| - Lady Gaga: composição, vocalista principal, produção, piano, guitarra, arranjo vocal - Paul "DJ White Shadow" Blair: composição, produção - Nick Monson: composição, produção, guitarra - Dino Zisis: composição, produção - Dave Russell: gravação, mixagem - Benjamin Rice: gravação, assistência de mixagem - Daniel Zaidenstadt: assistência de gravação | - Dino "SpeedoVee" Zisis: gravação adicional - Rick Pearl: programação adicional - Nicole Ganther: vocalista de apoio - Natalie Ganther: vocalista de apoio - Lyon Gray: vocalista de apoio - Ivy Skoff: administração de contratos - Gene Grimaldi: masterização |

## Desempenho nas tabelas musicais
Devido ao grande número de downloads digitais posteriores ao lançamento de Artpop, a canção estreou na 185ª colocação da tabela francesa publicada pela Syndicat National de l'Édition Phonographique (SNEP), permanecendo no periódico por uma semana. Também atingiu a posição de número 48 na tabela da Coreia do Sul Gaon Music Chart, com vendas avaliadas em 3.157 unidades digitais.

### Posições
| Tabela musical (2013)                                  | Melhor posição |
| ------------------------------------------------------ | -------------- |
| Coreia do Sul (Gaon Music Chart)                       | 48             |
| França (Syndicat National de l'Édition Phonographique) | 185            |